# Sant Roc (métro de Barcelone)
Sant Roc est une station de la ligne 2 du métro de Barcelone.

## Histoire
La station est ouverte au public en 1985, lors du prolongement de la ligne 4 depuis La Pau. Elle est intégrée en 2002 à ligne 2.

## Services aux voyageurs

### Intermodalité
En surface, la station Sant Roc accueille la ligne T5 du Trambesòs depuis 2007.